# ميدان العلم الوطني
ميدان العلم الوطني أو ميدان علم الدولة  (بالأذرية: Dövlət Bayrağı Meydanı) هو ميدان يقع وسط مدينة باكو عاصمة جمهورية أذربيجان. يتوسطه سارية علم تحمل علم أذربيجان، ويبلغ ارتفاعها 162 مترًا، حيث كانت الأعلى في العالم وقت إنشائها عام 2010، أما الآن فتحتل المركز الثالث من حيث الارتفاع. كما تغطي الساحة مساحة 60 هكتارًا.

## سارية العلم
تم بناء سارية العلم وسط الساحة لتحمل علمًا بمساحة 2,450 مترًا مربعًا، أي بطول 70 مترًا وعرض 35 مترًا. وقد دخلت كتاب غينس للأرقام القياسية وقت افتتاحها عام 2010 كأعلى سارية علم بالعالم ولعدة أعوام، حيث تجاوز ارتفاعها نظيرتها الموجودة في  بان مون جوم في كوريا الشمالية، حيث بلغ الارتفاع 162 مترًا. كما يبلغ وزنها 220 طنًا.

## وصلات خارجية
- صور لساحة العلم الوطني في باكو من flickr

| السجلات                                | السجلات                                       | السجلات                        |
| -------------------------------------- | --------------------------------------------- | ------------------------------ |
| سبقه · سارية بانمونجوم، كوريا الشمالية | أعلى سارية علم بالعالم أيلول 2010 - أيار 2011 | تبعه · سارية دوشنبه، طاجيكستان |